# Jean Achard
Jean Alexis Achard (n. 17 aprilie 1807, Voreppe, Isère, Franța – d. 2 octombrie 1884, Grenoble, Franța) a fost un pictor francez.

## Biografie
Născut în Voreppe, Isère, într-o familie de fermieri, Jean Alexis Achard a fost autodidact și și-a început cariera ca funcționar pentru un avocat. Și-a început ucenicia copiind tablouri la Muzeul din Grenoble. A urmat apoi cursurile școlii municipale gratuite din Grenoble și i-a întâlnit pe pictorii școlii din Lyon, care i-au dat primele lecții. Isidore Dagnan⁠(d) a fost profesorul său între 1824 și 1830. La 27 de ani, s-a mutat la Paris și a copiat maeștrii olandezi de la Luvru.

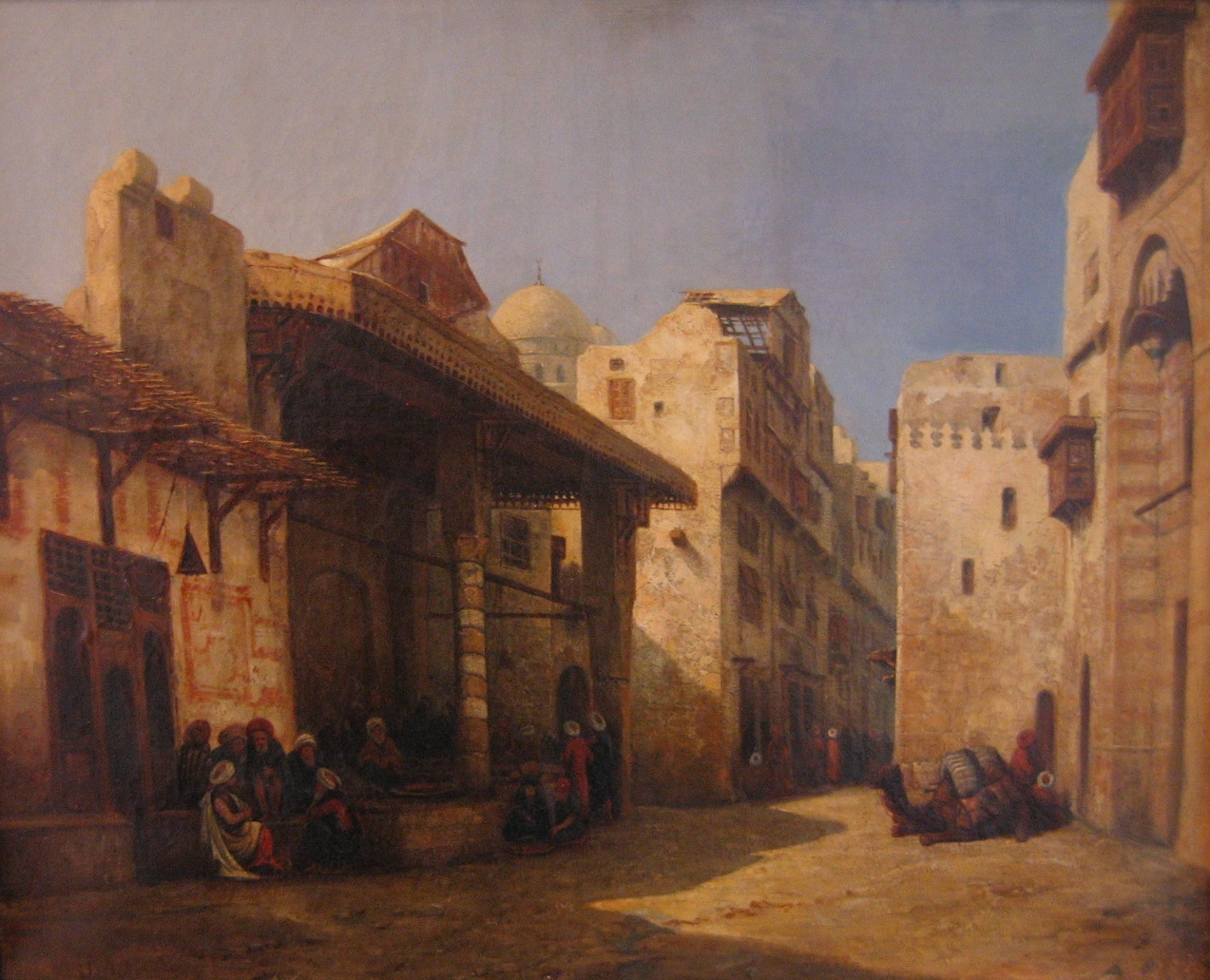
Rue du Caire, de Jean Achard

A participat la o expediție organizată de saint-simonieni și astfel a trăit în Egipt între 1835 și 1837 împreună cu prietenul său Victor Sappey⁠(d). La întoarcerea în Franța a cumpărat peisaje și scene de gen. Astfel, a expus la Salon (Paris)⁠(d) în 1838, Vue prize aux environs du Caire, iar apoi în mod regulat ulterior, ca în 1843 cu Vue de la vallée de Grenoble.
În 1846, a urmat cursurile Școlii Barbizon și s-a împrietenit cu pictorii Jean-Baptiste-Camille Corot, Théodore Rousseau, Charles-François Daubigny și Narcisse Virgilio Díaz, asupra cărora a avut o anumită influență și care l-au învățat să picteze după modelul regiunii pariziene. De asemenea, a stat o vreme în Auvers-sur-Oise.
Între 1858 și 1859, a locuit la Honfleur și a locuit la ferma Saint-Siméon, împreună cu Eugène Boudin și Claude Monet. Îmbolnăvindu-se și suferind de grave dificultăți financiare, s-a retras în 1870 la Grenoble, unde a murit în 1884. Este înmormântat la Cimitirul Saint Roch.

## Lucrări

### Picturi

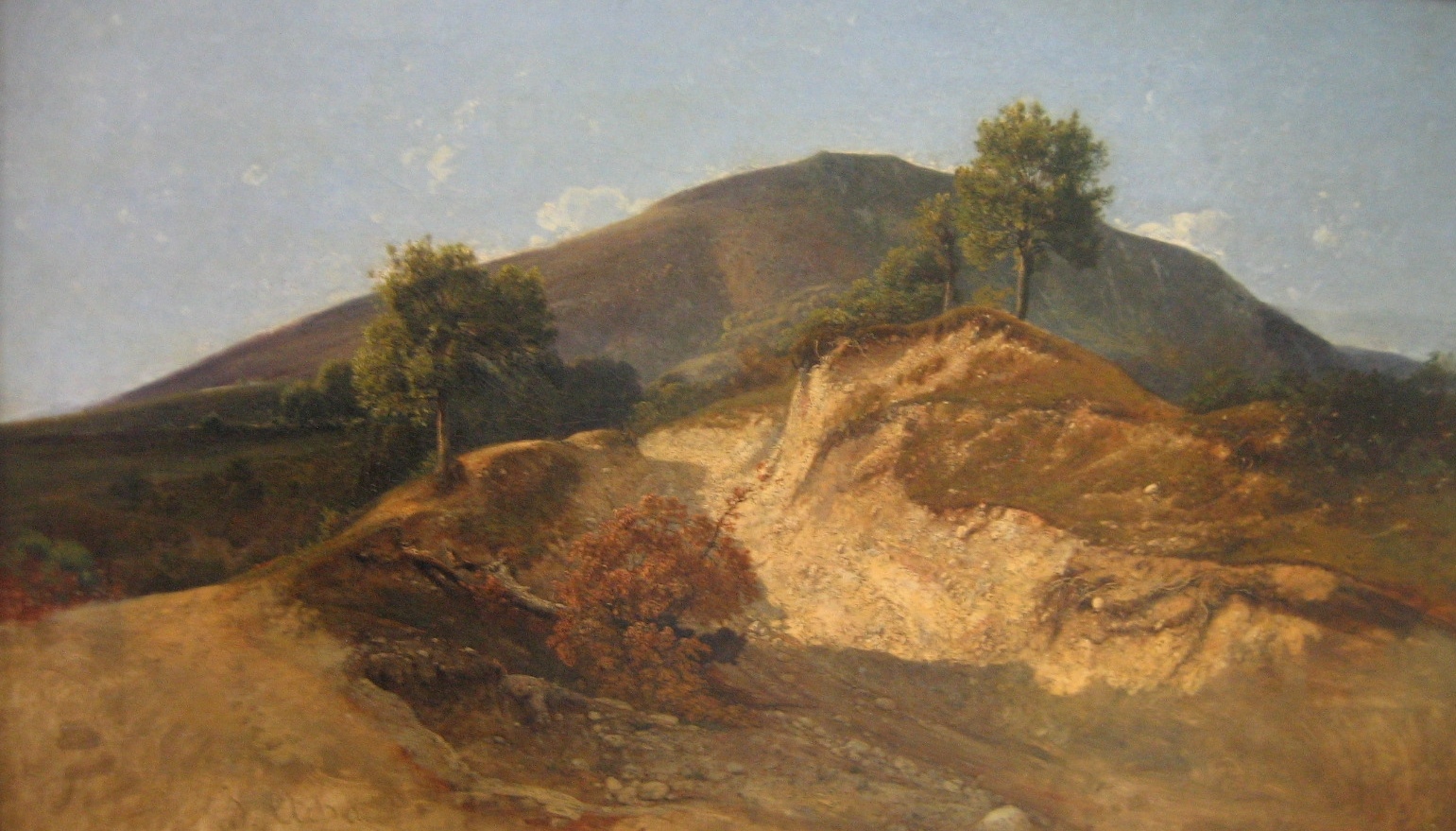
Paysage dauphinois, de Jean Achard

Achard este cunoscut pentru picturile sale cu peisaje Dauphiné, care i-au adus titlul de „maestru al peisajului din Dauphiné”. El este creatorul École dauphinoise, ai cărei membri importanți au fost Laurent Guétal, Ernest Victor Hareux, Charles Bertier și alți câțiva.
Mai multe lucrări ale lui Achard sunt păstrate la Muzeul din Grenoble, inclusiv Paysage, vue de Saint-Egrève (près de Grenoble) și La chaumière. Celelalte lucrări ale sale pot fi văzute la Paris la Luvru, la Musée des Beaux-Arts de Chambéry, la Musée du Château de Fontainebleau.

### Imprimări

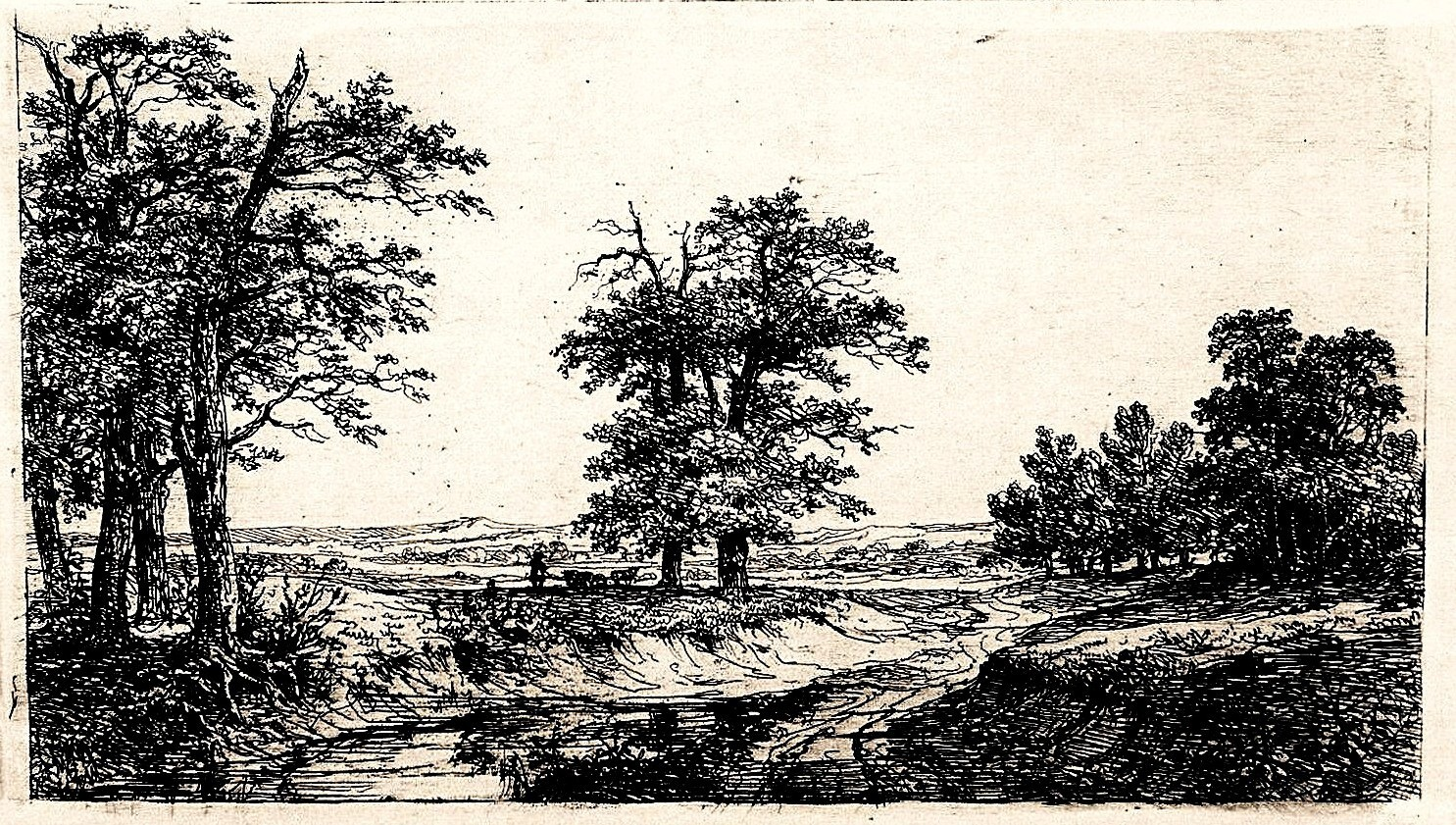
Paysage, de Jean Achard

Achard a fost, de asemenea, un gravor renumit, având realizate peste șaizeci de gravuri. Primele sale imprimări au fost create după picturile sale (pentru o largă diseminare a lucrărilor sale) și acoperă orizonturi majore. După aceea, s-a concentrat pe mai multe vederi locale ale pădurilor.

## Elevi
Henri Harpignies⁠(d) a fost elevul său  când era la Paris. Dar după revenirea sa la Grenoble, influența sa a fost considerabilă, mai ales asupra lui Laurent Guétal, Charles Bertier și Édouard Brun, care i-au urmat cu entuziasm sfaturile. A fost profesor și consilier pentru generația de tineri pictori Dauphiné din Proveysieux, printre care Théodore Ravanat⁠(d), Jacques Gay⁠(d), Henri Blanc-Fontaine⁠(d).

## Moștenire

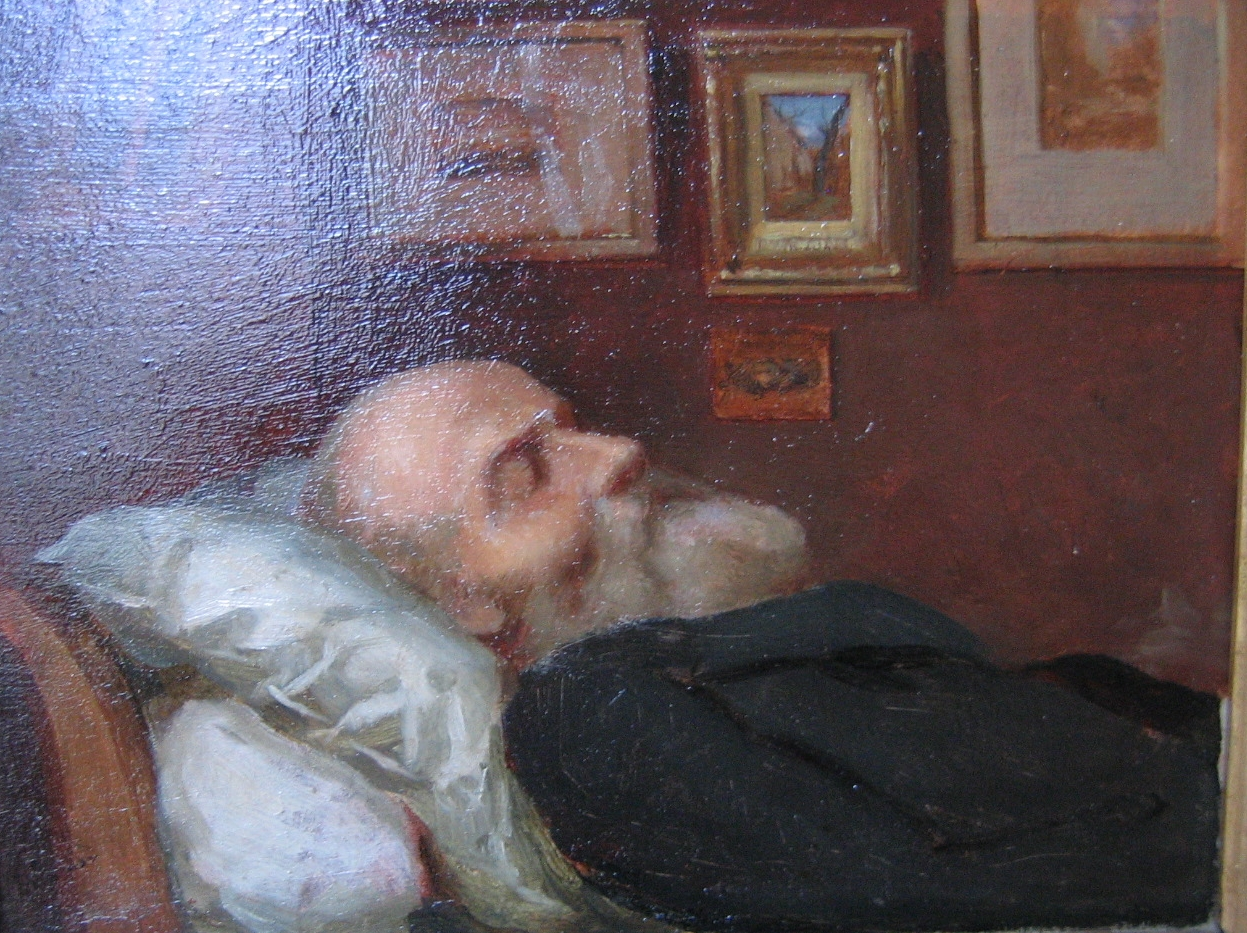
Jean Achard sur son lit de mort, de Jules Bernard

Achard a fost reprezentat pe scară largă în lucrările prietenilor și studenților săi, inclusiv :
- Victor Sappey⁠(d) (mai multe desene cu cerneală sau creion, Biblioteca din Grenoble)
- Eugene Faure (Muzeul din Grenoble)
- Henri Ding⁠(d) (sculptură, Muzeul din Grenoble)
- Henri Blanc-Fontaine⁠(d)
- Jacques Gay⁠(d) (desen în creion, Musée dauphinois )
- Stéphane Baron (Paris, Musée de l'Assistance Publique-Hopitaux de Paris)
- Eugène Boudin (acuarelă din 1867, reprezentându-l pe Achard, Johan Barthold Jongkind⁠(d), Emile van Marcke⁠(d) și Claude Monet)
- Jules Bernard⁠(d) (Achard pe patul de moarte)

## Expoziții

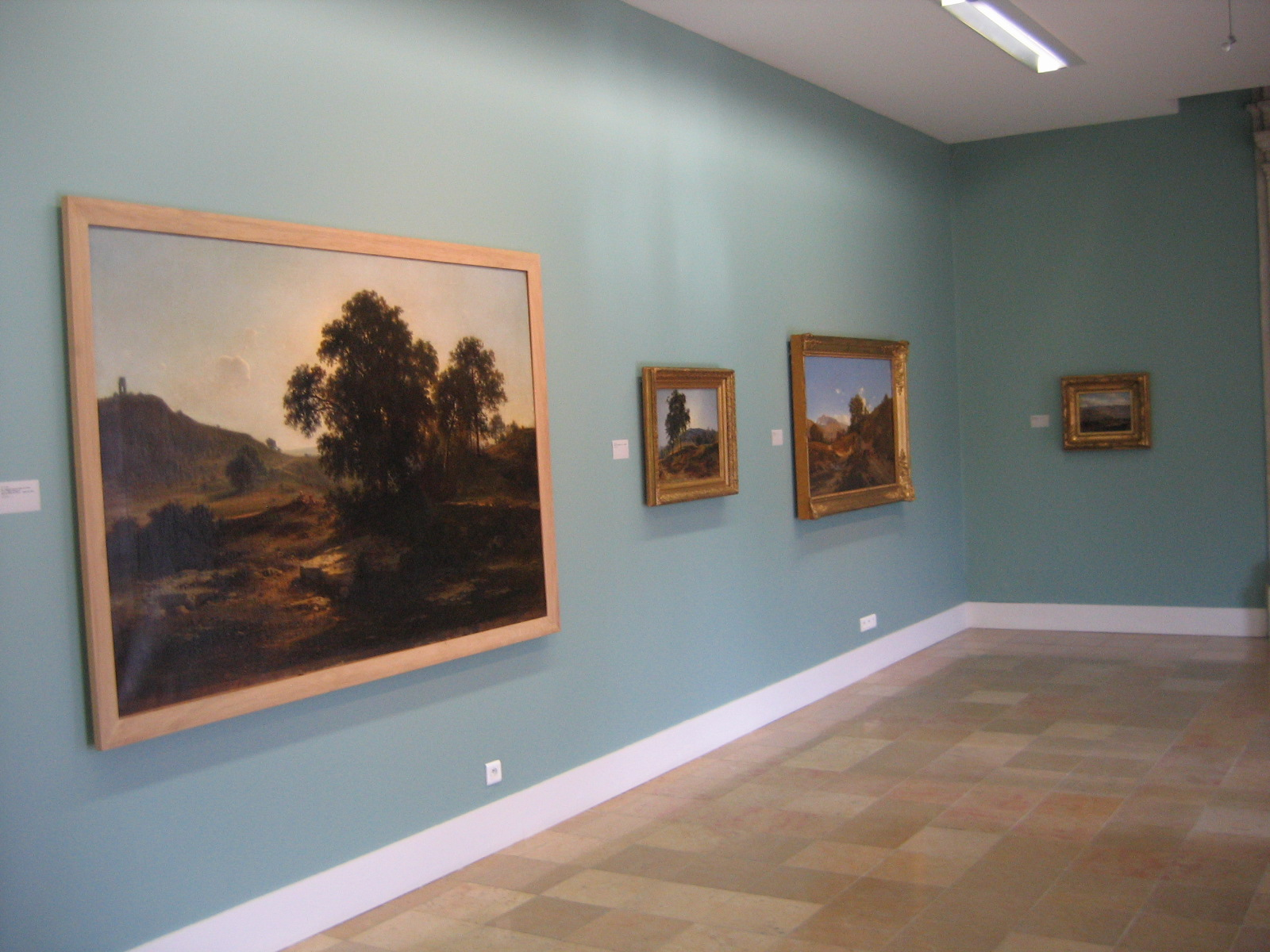
Expoziția Achard, Musée Hébert

- Jean Achard peintures, Muzeul din Grenoble, 1984-1985
- Trois maîtres du paysage dauphinois au XIXe siècle, Jean Achard, Laurent Guétal, Charles Bertier, Muzeul Grenoble, 2005-2006
- Jean Achard, un paysagiste à l'école de la nature, Musée Hébert de La Tronche, 2008-2009